# Villa Bayer (Berchtesgaden)

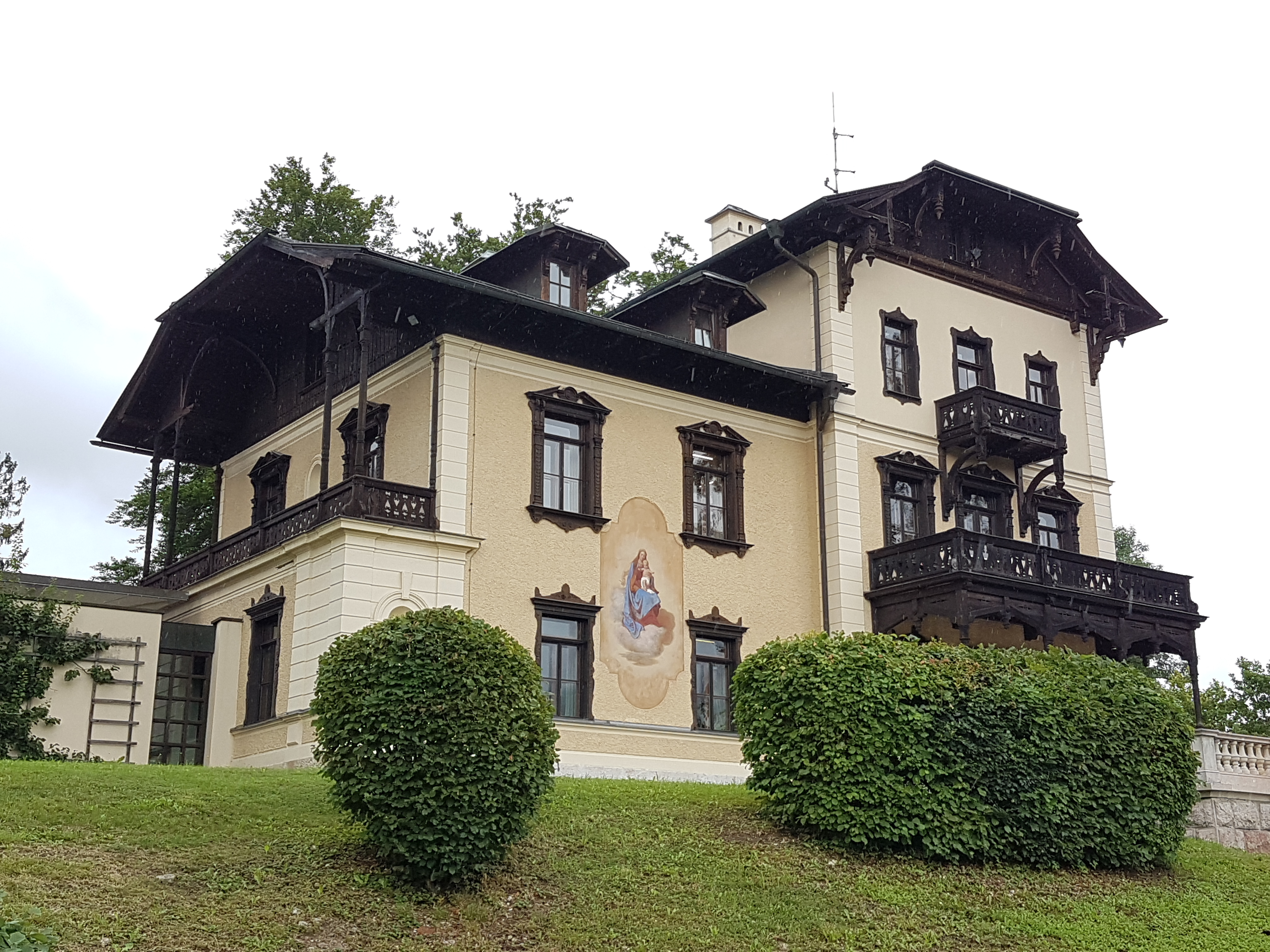
Villa Bayer in Berchtesgaden (von Südwesten)

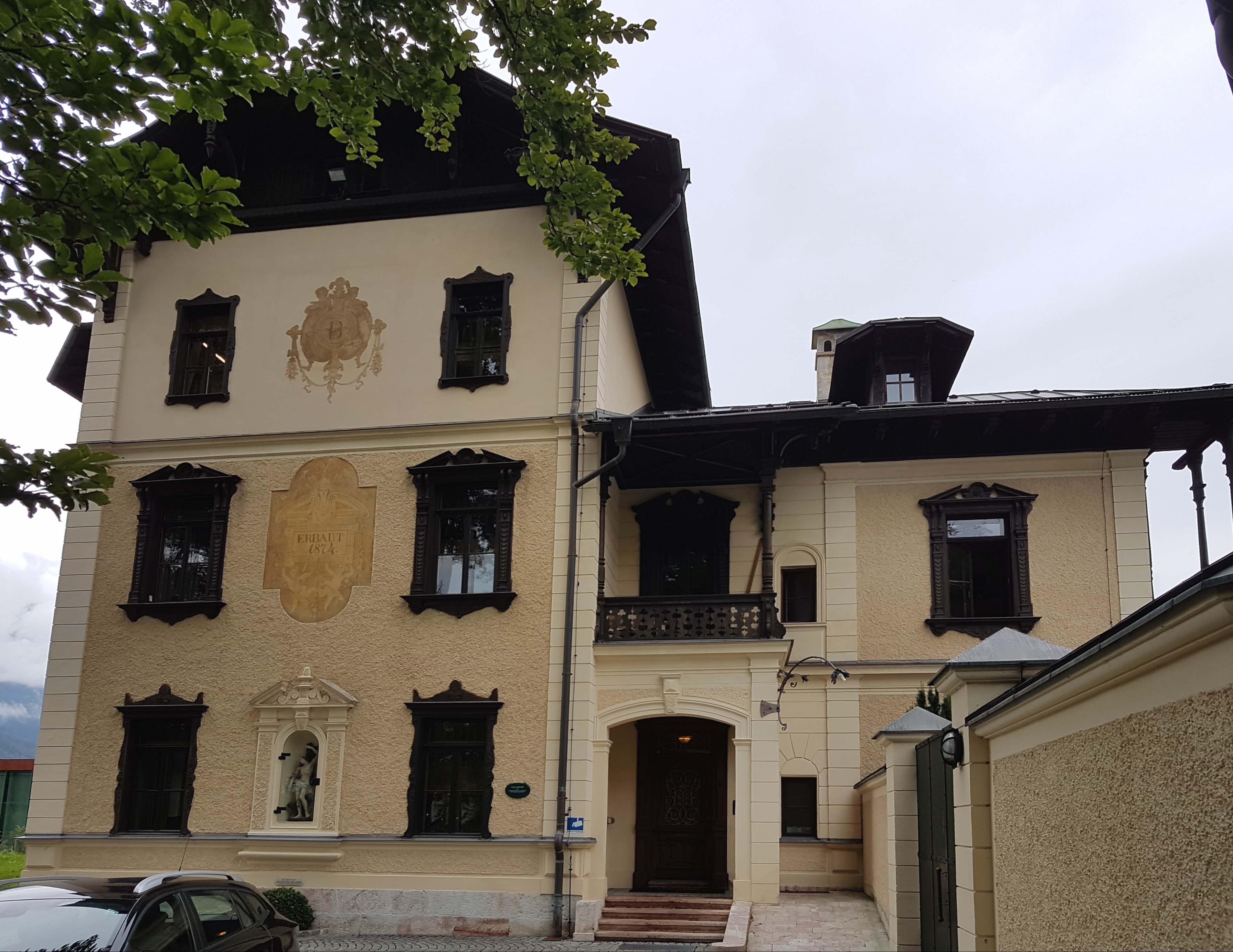
Ansicht von Norden

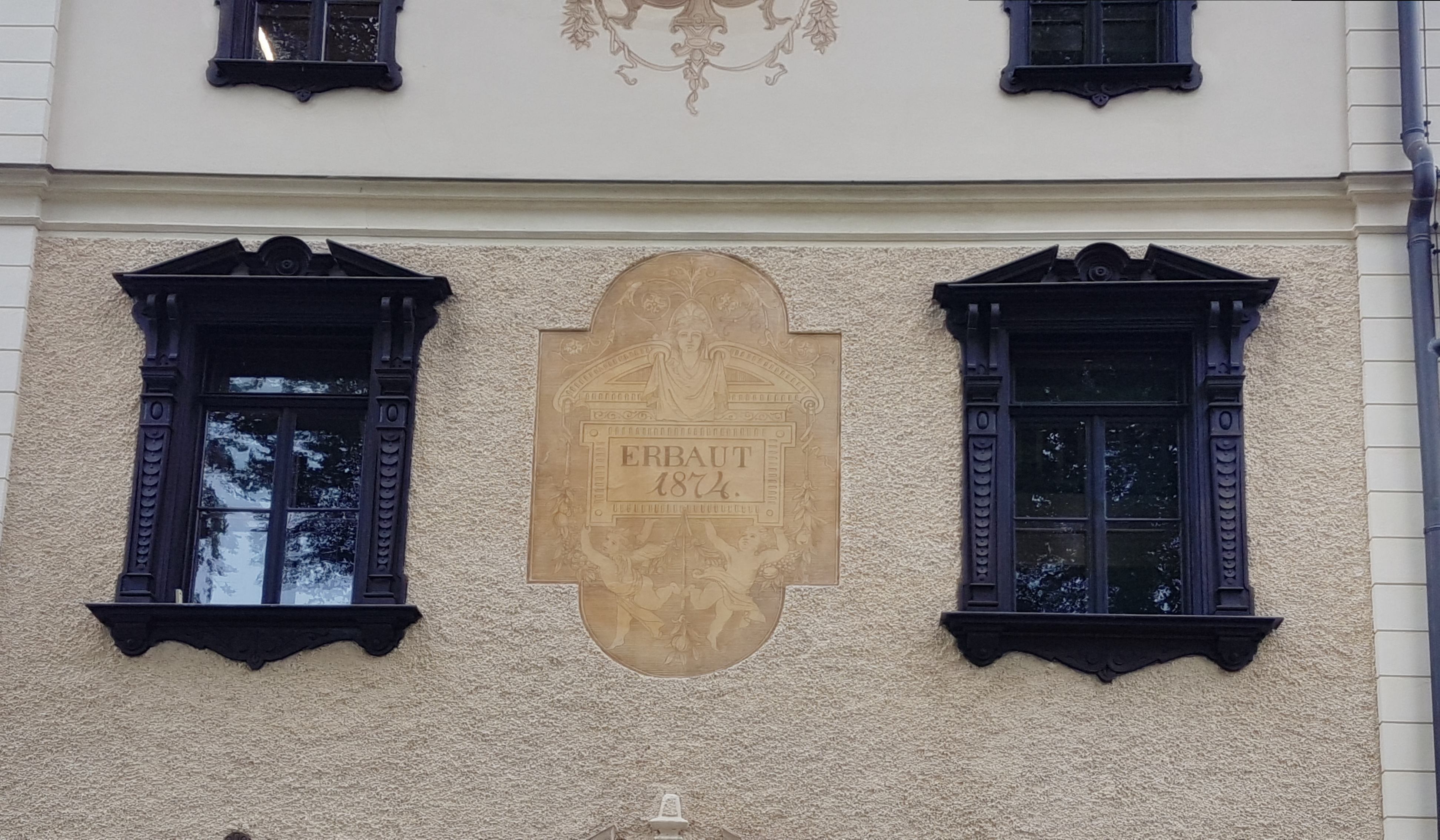
Fassadendetail der Nordseite

Die Villa Bayer ist eine denkmalgeschützte Villa in Berchtesgaden. Sie wurde 1874 nach Plänen des Architekten Warschek überwiegend mit Stilanleihen der Spätrenaissance für den Prager Großkaufmann Josef Bayer errichtet. Von 1985 bis 1987 wurde die Villa denkmalgerecht saniert, anschließend bezog die Polizeiinspektion Berchtesgaden das Gebäude.

## Geschichte
Der Prager Josef Bayer ließ sich vom Architekten Warschek auf dem Grundstück der damals dort stehenden Villa Grüneisengarten die prunkvoll-herrschaftliche Villa errichten. Dem Baubeginn ging das sorgfältige Abtragen und Versetzen des Vorgängerbaus an die Salzburger Straße (als Villa Max) voraus, zudem wurde auch die Geländestruktur verändert. Der Architekt konnte aufgrund des großen Vermögens des Bauherrn an plastischem Schmuck und Zierformen aus dem Vollen schöpfen.
Der Erbin Karoline Bayer (seit ihrer Heirat Karoline Bosch) zu Ehren, die als Wohltäterin in die Berchtesgadener Geschichte einging, wurde die Straße in Bayerstraße umbenannt. Sie verkaufte die Villa an den Nachbarn, den kaiserlichen Gesandten Wilhelm von Schoen. Allerdings blieb das Anwesen nicht lange in seinem Besitz, er veräußerte es an den Kaufmann Wilhelm von Riedemann. Im Jahr 1938 war der Garten der Villa durch einen projektierten Ausbau des Hotels Berchtesgadener Hof an der Reichenhaller Straße bedroht. Unmittelbar vor Beginn des Zweiten Weltkriegs wurde die Villa Bayer für 70.000 Reichsmark an die NSDAP verkauft. Sie diente bis 1945 als Lager für Parteiuniformen und Ausrüstungsstücke des Reichsarbeitsdienstes.
Danach wurde das Gebäude von der US-Armee beschlagnahmt und kam 1947 zur Nutzung als Wohnraum in das Eigentum des Freistaats Bayern. Nach vierzehn Jahren im Eigentum der Steigenberger-Hotelgesellschaft kam es 1971 wieder an den Freistaat zurück. 1969 plante die Marktgemeinde Berchtesgaden den Abriss des Hauses, um dort ein neues Finanzamt oder Wohnungen errichten zu können. Nach dem Eintrag der Villa in die Denkmalliste wurde von dem Vorhaben Abstand genommen. Von 1985 bis 1987 wurde die Villa durch das Landbauamt Traunstein (das heutige Staatliche Bauamt Traunstein) restauriert, um es seiner neuen Bestimmung als Polizeidienststelle für Berchtesgaden übergeben zu können. Dieser Behörde dient das Gebäude auch weiterhin. Darüber hinaus wird diese Polizeistation als einer der zentralen Spielorte in der seit 2019 ausgestrahlten ARD-Krimiserie Watzmann ermittelt genutzt.

## Beschreibung

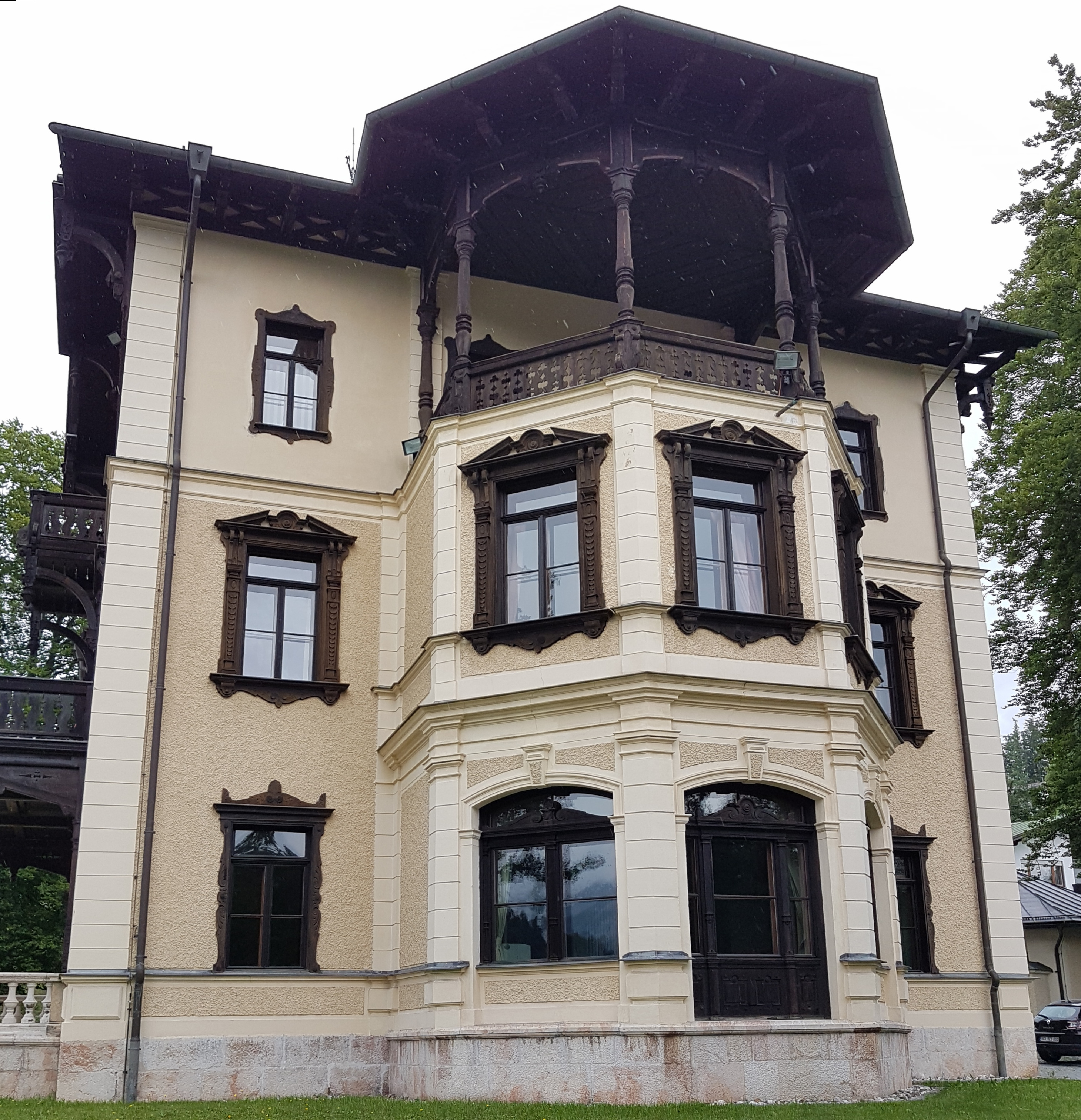
Ansicht von Osten

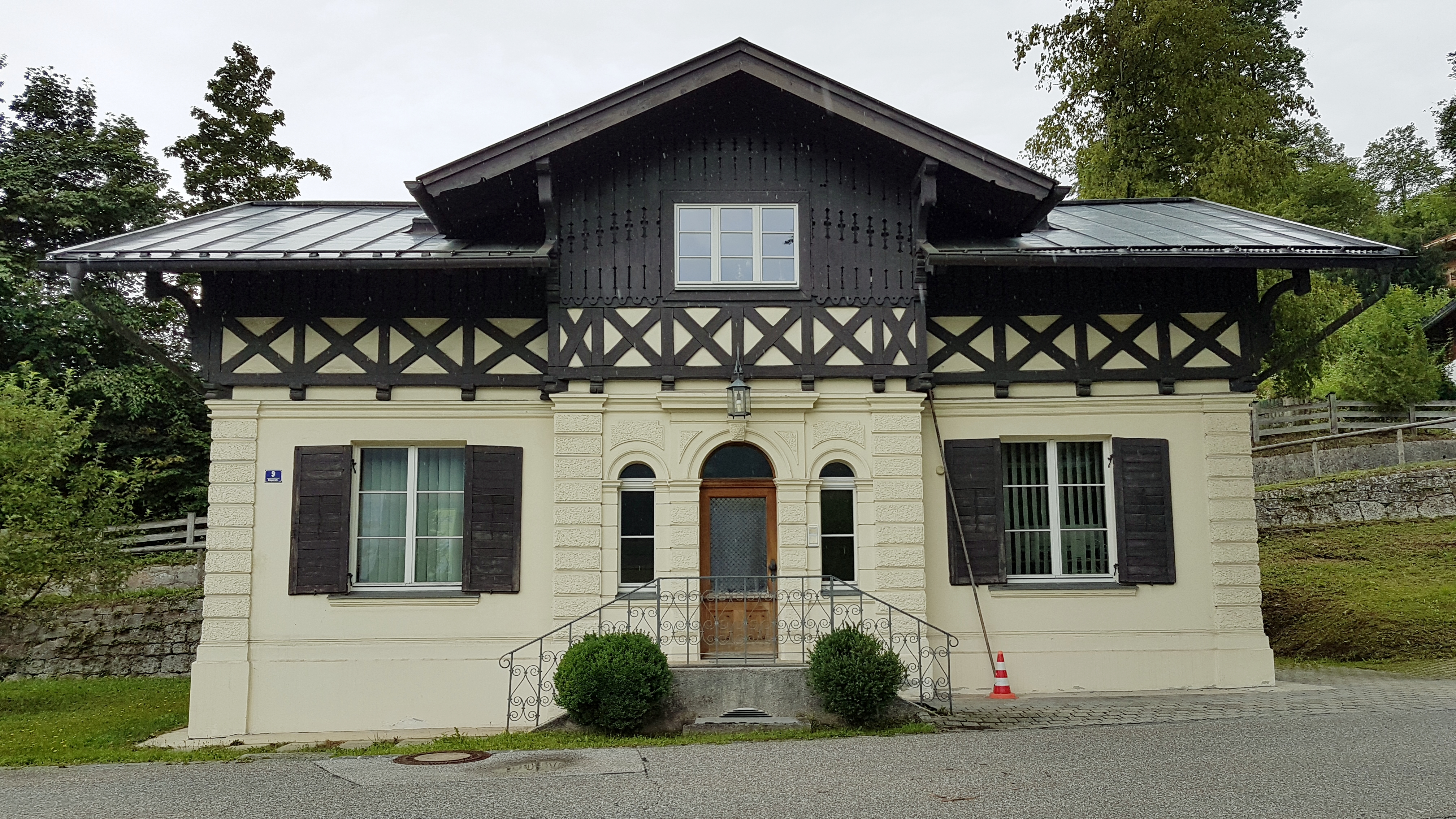
Ehemaliges Bedienstetengebäude

### Architektur
Der ehemalige Wohnbau besteht aus zwei zu einem T zusammengefügten Bauteilen mit Krüppelwalmdächern. An der Ostseite ist ein großer polygonaler zweigeschossiger Erker angebracht, der einen überdachten Söller als Abschluss hat. Die Fassaden sind durch Lisenen und Gesimse gegliedert, die Dächer weisen Walmgauben und Schornsteine auf. Auf dem leicht hervortretenden Westanbau befindet sich über die gesamte Breite eine Loggia. Die Giebelfelder und der Kniestock besitzen eine Holzverbretterung. Die östliche Südfassade weist an beiden Obergeschossen Balkone auf. Die hölzernen Fensterrahmungen sind im reichen Spätrenaissancestil gestaltet. An die westliche Südwand ist zwischen vier Fenstern ein Madonnenfresko von Severin Benz angebracht, und in einer kunstvoll umrahmten Nische der Nordwand (mit Pflanzenarabesken) steht eine Figur des Hl. Sebastian.

### Inneres
Die Räume und das Treppenhaus der einstigen Kaufmannsvilla sind mit reich gestalteten Türen, Intarsien-Parkett und Stuckdekor sowie schmückender Schablonenmalerei ausgestattet. Das Prunkstück ist der große (ehemalige) Speisesaal im Erdgeschoss mit seiner reichverzierten Holzkassettendecke und den aufwändigen Wandvertäfelungen, Tür- und Fensterumrahmungen sowie einem Schüsselkachelofen.

### Außenbereich
Im parkartig gestalteten Villengarten befindet sich vor der Südseite des Gebäudes die mit einer Balustrade gerahmte Terrasse, in deren Mitte ein Schalenbrunnen steht.
Das Südwesteck des Grundstücks nimmt das ehemalige Bedienstetengebäude ein, ein eingeschossiger Bau mit flach geneigtem Satteldach, der mit einem Mittelrisalit und Putzgliederung sowie Kniestock mit Zierfachwerk gestaltet ist.